# Chrysometa cali
Chrysometa cali là một loài nhện trong họ Tetragnathidae.
Loài này thuộc chi Chrysometa. Chrysometa cali được Herbert W. Levi miêu tả năm 1986.